# Euglossa dressleri
Euglossa dressleri là một loài Hymenoptera trong họ Apidae. Loài này được Moure mô tả khoa học năm 1968.